# Мейо, Уильям Джеймс
Уи́льям Джеймс Ме́йо (англ. William James Mayo; 29 июня 1861, Ле-Сур, штат Миннесота, США — 28 июля 1939, Рочестер, штат Миннесота, США) — американский хирург, один из основателей клиники Мейо в Рочестере. Сын Уильяма Уарелла Мейо, брат Чарлза Хораса Мейо.

## Биография
Родился 29 июня 1861 в Ле-Суре, штат Миннесота, США в семье хирурга Уильяма Уарелла Мейо. В 1883 году окончил Мичиганский университет и стал работать хирургом в основанной его отцом клинике Сент-Мэрис в городе Рочестере, штат Миннесота. В 1889 году совместно с братом Чарлзом Хорасом Мейо создал на базе отцовской клиники клинику Мейо, со временем ставшей одним из крупнейших лечебных и научных центров в США.
Первоначально занимался преимущественно абдоминальной хирургией, делал операции при язве желудка и двенадцатиперстной кишки. В дальнейшем совместно с братом разработал несколько усовершенствований в хирургические операции по резекции желудка, при портальная гипертензии, по доступу к селезёнке, операции при пупочных грыжах, деформации стопы. 
В 1906—1907 годах — президент Американской медицинской ассоциации. В 1913—1914 годах — президент Американской хирургической ассоциации. В 1915 году совместно с братом учредил образовательно-исследовательский фонд Мейо, функционирующий до сих пор. При фонде работают медицинский факультет, институт усовершенствования врачей, несколько научно-исследовательских организаций. Автор трудов по вопросам философии и организации медицины, почётный член многих научных организаций в США более 20 других стран.
Скончался 28 июля 1939 в Рочестере, штат Миннесота.